# Бахмутский, Владимир Яковлевич
Владимир Яковлевич Бахмутский (14 сентября 1919, Киев — 9 июня 2004, Москва) — советский и российский литературовед, филолог, культуролог и педагог. Кандидат филологических наук (1953), профессор. Заслуженный деятель искусств Российской Федерации (1994).

## Биография
Родился 14 сентября 1919 года в Киеве. Отец — выпускник юридического факультета Императорского университета Святого Владимира Яков Абрамович-Шевелевич Бахмутский (1885—1936), мать — елисаветградская мещанка, выпускница Высших женских курсов Софья Яковлевна Тартаковская (1886—1954), врач. Родители заключили брак 19 октября 1908 года в Киеве. В 1930 году семья переехала в Москву. 
В 1937 году поступил в Московский институт философии, литературы и истории на западное отделение литературного факультета. Был одним из учеников Леонида Ефимовича Пинского. В 1941 году по окончании четырёх курсов из-за болезни сердца отправлен с «белым билетом» на работу в Омскую область. 
С 1941 по 1942 год работал завучем в Екатеринославской средней школе в селе Екатеринославке под Омском. С сентября 1942 по октябрь 1948 года работал преподавателем латинского языка 2-го Московского объединённого медицинского института сначала в Омске, а затем в Москве. 
В 1944 году сдал государственные экзамены на филологическом факультете Московского государственного университета.
В 1953 году защитил диссертацию на соискание учёной степени кандидата филологических наук по теме «Трагедии Вольтера в борьбе с идеологией и эстетикой феодально-абсолютистского порядка» при Ленинградском государственном педагогическом институте. 
Преподавал зарубежную литературу в педагогических институтах Ярославля (1948—1953), Рыбинска (1953—1958), Костромы (1959). 
В 1959 году утверждён в учёном звании доцента.
С 20 октября 1959 года работал во ВГИКе, где с середины 1980-х заведовал кафедрой, с 1997 года — секцией литературы в рамках объединенной кафедры эстетики, истории и теории культуры.
29 декабря 1994 года было присвоено звание  Заслуженного деятеля искусств Российской Федерации.
Похоронен в Москве на Введенском кладбище (21 уч.).

## Научная деятельность
Изначально научные интересы были связаны с историей французской литературы XVII—XVIII веков, с эпохой европейского Просвещения. Он был составителем, автором вступительных статей и комментариев книг «Руссо. Избранные сочинения» (1961), «История зарубежной литературы XVIII века» (1967), «Франсуа де Ларошфуко. Максимы. Блез Паскаль. Мысли. Жан де Лабрюйер. Характеры» (1974), «Вольтер. Эстетика» (1974), «Дидро. Эстетика и литературная критика» (1980), «Бальзак. Шагреневая кожа» (1983), «Вольтер. Философские повести» (на французском языке, 1985), «Спор о древних и новых» (1985), автор монографий «„Отец Горио“ Бальзака» (1970), «В поисках утраченного» (1994), научных публикаций в Большой советской энциклопедии, Малой советской энциклопедии, Философской энциклопедии, Краткой литературной энциклопедии, в сборниках и изданиях классической литературы, в журналах «Вопросы литературы», «Вопросы философии», «Иностранная литература» и др.

## Память
В 2005 году была издана книга «Пороги культуры», в которую вошли избранные работы В. Я. Бахмутского и воспоминания о нём друзей, коллег, учеников. 
В 2013 году ВГИК опубликовал книгу «Время первых», в которой вниманию читателей впервые представлены лекции В. Я. Бахмутского, посвящённые истории античной литературы. В 2018 году вышла электронная версия книги «В поисках великого может быть», охватывающая развитие европейской литературы с XII до середины XX века.
На Международном студенческом фестивале ВГИК учрежден специальный приз «В поисках утраченного…» имени В. Я. Бахмутского.